# NGC 4496B
NGC 4496B је галаксија у сазвежђу Девица која се налази на NGC листи објеката дубоког неба.
Деклинација објекта је + 3° 55' 36" а ректасцензија 12h 31m 40,8s. Привидна величина (магнитуда) објекта NGC 4496 износи 13,9 а фотографска магнитуда 14,5. NGC 4496B је још познат и под ознакама CGCG 42-144, KCPG 343B, VV 76, VCC 1376, PGC 41473.